# Şaphane (district)
Şaphane is een Turks district in de provincie Kütahya en telt 7.697 inwoners (2007). Het district heeft een oppervlakte van 237,94 km².
De bevolkingsontwikkeling van het district is weergegeven in onderstaande tabel.
| 1997   | 2000   | 2007  |
| ------ | ------ | ----- |
| 11.659 | 11.715 | 7.697 |